# Arrhenomyza conspicua
Arrhenomyza conspicua är en tvåvingeart som beskrevs av Malloch 1929. Arrhenomyza conspicua ingår i släktet Arrhenomyza och familjen parasitflugor. Inga underarter finns listade i Catalogue of Life.